# Новенькая (фильм)
«Новенькая» — советский чёрно-белый художественный фильм режиссёра Павла Любимова о советских гимнастах.

## Сюжет
Валя Чернова работает в тресте озеленения Москвы и занимается гимнастикой в ДЮСШ треста под руководством тренера Анны Антоновны Васильцовой, которая видит в ней главное достижение в своей тренерской работе. В спортивный зал ходит скульптор-самоучка Володя, который фотографирует гимнасток для своей будущей скульптуры. Между Валей и Володей возникает взаимное чувство, но после того, как его работы не приняли на выставку, он решает перестать встречаться с Валей, потому что ему нужно упорно работать над скульптурами, чтобы добиться успеха, а жениться на Вале и не обеспечивать при этом семью он считает для себя недопустимым. Однако Валя считает его поведение глупым и готова делить с ним жизненные трудности.
Тренер Вали Анна Антоновна объявляет ей, что как тренер она уже передала ей всё, что могла, и звонит своему старому знакомому тренеру сборной страны Константину и просит прийти на выступления в школе посмотреть на её ученицу. У самого Константина дела обстоят не блестяще, так как лучшей гимнастке сборной и многократной чемпионке Ольге Каменевой уже 32 года, и она должна вот-вот уйти из большого спорта, а его единственная перспективная ученица очень амбициозна и «может продать в любую минуту». Анна просит его взять Валю к себе в сборную и он соглашается «принять» от неё «неожиданный подарок», говоря Анне, что с такой ученицей она сама бы могла пожинать плоды своей работы на соревнованиях.
В команде союзной сборной по гимнастике новенькую встречают пренебрежительно и с насмешками — «чему она могла научиться в тресте озеленения», «а новенькая-то коленочки гнёт», «юное дарование, ничего не скажешь» и так далее. Ольга Каменева советует ей не обращать внимания на «злые бабьи языки» и берет её под свою опеку, приглашает к себе домой, где Валя становится очевидицей её натянутых отношений с капризным мужем, известным актёром. Вскоре тренер вместо Ольги на предстоящие соревнования включает в команду Валю. Узнав, что её включили в команду вместо Ольги Каменевой, которая всегда была для неё кумиром, Валя отказывается от выступления, но Константин Фёдорович находит правильные слова, чтобы убедить её в закономерности такого решения. Ольга из зала наблюдает их разговор в кабинете, понимая, о чём идёт речь. На следующий день она приходит на соревнования уже как зритель. В зале находится и тренер Вали Анна Антоновна, её бывшая подруга, с которой они когда-то начинали вместе свою спортивную карьеру в маленьком городе.

## В ролях
- Ирина Елисеева — Валя Чернова
- Инна Макарова — Анна Антоновна Васильцова, тренер Вали
- Валентин Гафт — Константин Фёдорович, тренер сборной
- Валерий Рыжаков — Шурик
- Николай Филиппов — Володя, скульптор-самоучка
- Нина Сазонова — мать Володи
- Людмила Иванова — мать Вали Черновой
- Зинаида Славина — Ольга Каменева
- Ира Попова — маленькая гимнастка (дебют в кино)
- Юрий Никулин — сосед Вали
- Татьяна Никулина — соседка, жена Евгения Николаевича
- Евгения Калмыкова — Томка, подруга Вали

## Съёмочная группа
- Автор сценария: Павел Любимов, Станислав Токарев
- Режиссёр: Павел Любимов
- Оператор: Сергей Филиппов
- Художник: Н. Кирюхина, Александр Вагичев
- Композитор: Ян Френкель

## Технические данные
- Широкоформатный
- чёрно-белый
- 90 минут.

В 2005 году был выпущен на DVD ООО «Гранд Рекордс» в «изувеченном» варианте — края широкоформатного фильма обрезаны под формат 4:3, а так как в фильме очень много сцен, где показаны тренировки и выступления гимнасток в зале, то часто на экране остаётся пустой зал или часть фигуры гимнасток, половина лица и так далее.